# Call of Duty: Black Ops Zombies Soundtrack
Call of Duty: Black Ops Zombies Soundtrack è la colonna sonora utilizzata per la sezione Zombie di Call of Duty: Black Ops. Composta da James McCawley, Kevin Sherwood e Brian Tuey, è stata pubblicata il 25 gennaio 2011.
Successivamente, con l'uscita del DLC Call of Duty Black Ops: Rezurrection l'album è stato inserito come bonus all'interno di esso con altre tre tracce inedite.

## Tracce
Musiche di James McCawley, Kevin Sherwood, Brian Tuey.
1. Damned – 1:57 (musica: Kevin Sherwood) – Utilizzata come sottofondo nel Menu Principale della sezione Zombie.
2. Lullaby of a Dead Man (feat. Elena Siegman) – 3:59 (Kevin Sherwood) – Inserita come easter egg in Verrückt e come death song in Nacht der Untoten
3. Abra Macabre – 3:06 – inserita in Death Ops Arcade
4. Slight Chance of Zombies – 2:14 – inserita in Death Ops Arcade
5. The One (feat. Elena Siegman) – 4:51 (Kevin Sherwood) – Inserita come easter egg in Shi no Numa e come death song in Verrückt.
6. Death on the Dance Floor – 2:34 – inserita in Death Ops Arcade
7. Beauty of Annihilation (feat. Elena Siegman) – 4:28 (Kevin Sherwood) – Inserita come easter egg in Der Riese e come death song in Shi no Numa.
8. Raining Teddy Bears – 1:57 – inserita in Death Ops Arcade
9. Laughing Corpses – 2:18 – inserita in Death Ops Arcade
10. Slasher – 1:10 – inserita in Death Ops Arcade
11. Twilight – 3:18 – inserita in Death Ops Arcade
12. Voice In Your Head – 1:18 – inserita in Death Ops Arcade
13. Zombies Don't Surf – 1:37 – inserita in Death Ops Arcade
14. 115 (feat. Elena Siegman) – 3:47 (Kevin Sherwood) – Inserita come easter egg in Kino der Toten e come death song in Der Riese.
15. Clockwork Squares – 1:56 – inserita in Death Ops Arcade
16. Temple – 1:45 – inserita in Death Ops Arcade
17. Undone – 3:49 (musica: Kevin Sherwood) – Inserita come easter egg in Natch der Untoten

Tracce aggiunte tramite il DLC Call of Duty Black Ops: Rezurrection
1. Abracadavre (feat. Elena Siegman) – 6:10 (testo: Kevin Sherwood) – Inserita come easter egg in Ascension e come death song in Kino der Toten e "Five".
2. Pareidolia (feat. Elena Siegman) – 6:10 (testo: Kevin Sherwood) – Inserita come easter egg in Shangri-La, e come death song in Ascension.
3. Coming Home (feat. Elena Siegman) – 3:23 – Inserita come easter egg in Moon.

## Curiosità
- Una versione rimasterizzata dei brani 115, Abracadavre e The One sono disponibili in Origins Soundtrack.
- Una versione 8-bit dei brani Preidolia, Coming Home e Damned (quest'ultima rinominata Re-Damned) sono riproducibili in Moon e Nuketown Zombies.
- Il brano The One è scaricabile come contenuto bonus nel DLC Call of Duty: World at War - Map Pack 2.
- il brano Damned è stato implementato nei brani Not Ready to Die e Abracadavre.
- il brano Undone era stato originariamente creato per fare da sottofondo in una missione della campagna di Call of Duty: Black Ops, poi cancellata.
- Il titolo del brano Avracadavre è una combinazione delle parole Abracadabra e cadavre, ovvero cadavere.